# Afroaves
Afroaves là một nhánh chim chứa các loài: bói cá và họ hàng, gõ kiến và họ hàng, hồng hoàng và họ hàng, nuốc và họ hàng, chim chuột, cú, ưng, kền kền Tân thế giới và loài đơn lẻ Leptosomus discolor. Các loài thuộc nhánh này là loài săn mồi, cho thấy tổ tiên chung gần nhất của Afroaves cũng là một loài chim săn mồi.

## Phân loại
Sơ đồ phát sinh chủng loại nhánh Afroaves dưới đây dựa trên Jarvis et al (2014), với tên nhánh đặt bởi Yury, T. et al. (2013) và Kimball et al. (2013).
| Accipitrimorphae | \| \| Accipitriformes (Ưng và họ hàng) \| \| \| \| \| \| Cathartiformes (Kền kền Tân thế giới) \| \| \| \| |
|                  | \| \| Accipitriformes (Ưng và họ hàng) \| \| \| \| \| \| Cathartiformes (Kền kền Tân thế giới) \| \| \| \| |
|                  | Accipitriformes (Ưng và họ hàng)                                                                           |
|                  | |
|                  | Cathartiformes (Kền kền Tân thế giới)                                                                      |
|                  | |

|  | Accipitriformes (Ưng và họ hàng)      |
|  |                                       |
|  | Cathartiformes (Kền kền Tân thế giới) |
|  |                                       |

| Bucerotiformes (Hồng hoàng và họ hàng) |

|  | Coraciiformes (Bói cá và họ hàng) |
|  |                                   |
|  | Piciformes (Gõ kiến và họ hàng)   |
|  |                                   |

| Bucerotiformes (Hồng hoàng và họ hàng) |

|  | Coraciiformes (Bói cá và họ hàng) |
|  |                                   |
|  | Piciformes (Gõ kiến và họ hàng)   |
|  |                                   |

| Bucerotiformes (Hồng hoàng và họ hàng) |

|  | Coraciiformes (Bói cá và họ hàng) |
|  |                                   |
|  | Piciformes (Gõ kiến và họ hàng)   |
|  |                                   |

| Bucerotiformes (Hồng hoàng và họ hàng) |

|  | Coraciiformes (Bói cá và họ hàng) |
|  |                                   |
|  | Piciformes (Gõ kiến và họ hàng)   |
|  |                                   |

| Bucerotiformes (Hồng hoàng và họ hàng) |

|  | Coraciiformes (Bói cá và họ hàng) |
|  |                                   |
|  | Piciformes (Gõ kiến và họ hàng)   |
|  |                                   |

| Bucerotiformes (Hồng hoàng và họ hàng) |

|  | Coraciiformes (Bói cá và họ hàng) |
|  |                                   |
|  | Piciformes (Gõ kiến và họ hàng)   |
|  |                                   |

| Bucerotiformes (Hồng hoàng và họ hàng) |

|  | Coraciiformes (Bói cá và họ hàng) |
|  |                                   |
|  | Piciformes (Gõ kiến và họ hàng)   |
|  |                                   |

| Bucerotiformes (Hồng hoàng và họ hàng) |

|  | Coraciiformes (Bói cá và họ hàng) |
|  |                                   |
|  | Piciformes (Gõ kiến và họ hàng)   |
|  |                                   |

| Bucerotiformes (Hồng hoàng và họ hàng) |

|  | Coraciiformes (Bói cá và họ hàng) |
|  |                                   |
|  | Piciformes (Gõ kiến và họ hàng)   |
|  |                                   |

| Bucerotiformes (Hồng hoàng và họ hàng) |

|  | Coraciiformes (Bói cá và họ hàng) |
|  |                                   |
|  | Piciformes (Gõ kiến và họ hàng)   |
|  |                                   |

| Bucerotiformes (Hồng hoàng và họ hàng) |

|  | Coraciiformes (Bói cá và họ hàng) |
|  |                                   |
|  | Piciformes (Gõ kiến và họ hàng)   |
|  |                                   |

| Bucerotiformes (Hồng hoàng và họ hàng) |

|  | Coraciiformes (Bói cá và họ hàng) |
|  |                                   |
|  | Piciformes (Gõ kiến và họ hàng)   |
|  |                                   |

| Bucerotiformes (Hồng hoàng và họ hàng) |

|  | Coraciiformes (Bói cá và họ hàng) |
|  |                                   |
|  | Piciformes (Gõ kiến và họ hàng)   |
|  |                                   |

| Bucerotiformes (Hồng hoàng và họ hàng) |

|  | Coraciiformes (Bói cá và họ hàng) |
|  |                                   |
|  | Piciformes (Gõ kiến và họ hàng)   |
|  |                                   |

| Bucerotiformes (Hồng hoàng và họ hàng) |

|  | Coraciiformes (Bói cá và họ hàng) |
|  |                                   |
|  | Piciformes (Gõ kiến và họ hàng)   |
|  |                                   |

| Bucerotiformes (Hồng hoàng và họ hàng) |

|  | Coraciiformes (Bói cá và họ hàng) |
|  |                                   |
|  | Piciformes (Gõ kiến và họ hàng)   |
|  |                                   |

| Bucerotiformes (Hồng hoàng và họ hàng) |

|  | Coraciiformes (Bói cá và họ hàng) |
|  |                                   |
|  | Piciformes (Gõ kiến và họ hàng)   |
|  |                                   |

| Bucerotiformes (Hồng hoàng và họ hàng) |

|  | Coraciiformes (Bói cá và họ hàng) |
|  |                                   |
|  | Piciformes (Gõ kiến và họ hàng)   |
|  |                                   |

| Bucerotiformes (Hồng hoàng và họ hàng) |

|  | Coraciiformes (Bói cá và họ hàng) |
|  |                                   |
|  | Piciformes (Gõ kiến và họ hàng)   |
|  |                                   |

| Bucerotiformes (Hồng hoàng và họ hàng) |

|  | Coraciiformes (Bói cá và họ hàng) |
|  |                                   |
|  | Piciformes (Gõ kiến và họ hàng)   |
|  |                                   |

| Bucerotiformes (Hồng hoàng và họ hàng) |

|  | Coraciiformes (Bói cá và họ hàng) |
|  |                                   |
|  | Piciformes (Gõ kiến và họ hàng)   |
|  |                                   |

| Bucerotiformes (Hồng hoàng và họ hàng) |

|  | Coraciiformes (Bói cá và họ hàng) |
|  |                                   |
|  | Piciformes (Gõ kiến và họ hàng)   |
|  |                                   |

| Bucerotiformes (Hồng hoàng và họ hàng) |

|  | Coraciiformes (Bói cá và họ hàng) |
|  |                                   |
|  | Piciformes (Gõ kiến và họ hàng)   |
|  |                                   |

| Bucerotiformes (Hồng hoàng và họ hàng) |

|  | Coraciiformes (Bói cá và họ hàng) |
|  |                                   |
|  | Piciformes (Gõ kiến và họ hàng)   |
|  |                                   |

| Bucerotiformes (Hồng hoàng và họ hàng) |

|  | Coraciiformes (Bói cá và họ hàng) |
|  |                                   |
|  | Piciformes (Gõ kiến và họ hàng)   |
|  |                                   |

| Bucerotiformes (Hồng hoàng và họ hàng) |

|  | Coraciiformes (Bói cá và họ hàng) |
|  |                                   |
|  | Piciformes (Gõ kiến và họ hàng)   |
|  |                                   |

| Bucerotiformes (Hồng hoàng và họ hàng) |

|  | Coraciiformes (Bói cá và họ hàng) |
|  |                                   |
|  | Piciformes (Gõ kiến và họ hàng)   |
|  |                                   |

| Bucerotiformes (Hồng hoàng và họ hàng) |

|  | Coraciiformes (Bói cá và họ hàng) |
|  |                                   |
|  | Piciformes (Gõ kiến và họ hàng)   |
|  |                                   |

| Bucerotiformes (Hồng hoàng và họ hàng) |

|  | Coraciiformes (Bói cá và họ hàng) |
|  |                                   |
|  | Piciformes (Gõ kiến và họ hàng)   |
|  |                                   |

| Bucerotiformes (Hồng hoàng và họ hàng) |

|  | Coraciiformes (Bói cá và họ hàng) |
|  |                                   |
|  | Piciformes (Gõ kiến và họ hàng)   |
|  |                                   |

| Bucerotiformes (Hồng hoàng và họ hàng) |

|  | Coraciiformes (Bói cá và họ hàng) |
|  |                                   |
|  | Piciformes (Gõ kiến và họ hàng)   |
|  |                                   |

| Bucerotiformes (Hồng hoàng và họ hàng) |

|  | Coraciiformes (Bói cá và họ hàng) |
|  |                                   |
|  | Piciformes (Gõ kiến và họ hàng)   |
|  |                                   |

| Accipitrimorphae | \| \| Accipitriformes (Ưng và họ hàng) \| \| \| \| \| \| Cathartiformes (Kền kền Tân thế giới) \| \| \| \| |
|                  | \| \| Accipitriformes (Ưng và họ hàng) \| \| \| \| \| \| Cathartiformes (Kền kền Tân thế giới) \| \| \| \| |
|                  | Accipitriformes (Ưng và họ hàng)                                                                           |
|                  | |
|                  | Cathartiformes (Kền kền Tân thế giới)                                                                      |
|                  | |

|  | Accipitriformes (Ưng và họ hàng)      |
|  |                                       |
|  | Cathartiformes (Kền kền Tân thế giới) |
|  |                                       |

| Bucerotiformes (Hồng hoàng và họ hàng) |

|  | Coraciiformes (Bói cá và họ hàng) |
|  |                                   |
|  | Piciformes (Gõ kiến và họ hàng)   |
|  |                                   |

| Bucerotiformes (Hồng hoàng và họ hàng) |

|  | Coraciiformes (Bói cá và họ hàng) |
|  |                                   |
|  | Piciformes (Gõ kiến và họ hàng)   |
|  |                                   |

| Bucerotiformes (Hồng hoàng và họ hàng) |

|  | Coraciiformes (Bói cá và họ hàng) |
|  |                                   |
|  | Piciformes (Gõ kiến và họ hàng)   |
|  |                                   |

| Bucerotiformes (Hồng hoàng và họ hàng) |

|  | Coraciiformes (Bói cá và họ hàng) |
|  |                                   |
|  | Piciformes (Gõ kiến và họ hàng)   |
|  |                                   |

| Bucerotiformes (Hồng hoàng và họ hàng) |

|  | Coraciiformes (Bói cá và họ hàng) |
|  |                                   |
|  | Piciformes (Gõ kiến và họ hàng)   |
|  |                                   |

| Bucerotiformes (Hồng hoàng và họ hàng) |

|  | Coraciiformes (Bói cá và họ hàng) |
|  |                                   |
|  | Piciformes (Gõ kiến và họ hàng)   |
|  |                                   |

| Bucerotiformes (Hồng hoàng và họ hàng) |

|  | Coraciiformes (Bói cá và họ hàng) |
|  |                                   |
|  | Piciformes (Gõ kiến và họ hàng)   |
|  |                                   |

| Bucerotiformes (Hồng hoàng và họ hàng) |

|  | Coraciiformes (Bói cá và họ hàng) |
|  |                                   |
|  | Piciformes (Gõ kiến và họ hàng)   |
|  |                                   |

| Bucerotiformes (Hồng hoàng và họ hàng) |

|  | Coraciiformes (Bói cá và họ hàng) |
|  |                                   |
|  | Piciformes (Gõ kiến và họ hàng)   |
|  |                                   |

| Bucerotiformes (Hồng hoàng và họ hàng) |

|  | Coraciiformes (Bói cá và họ hàng) |
|  |                                   |
|  | Piciformes (Gõ kiến và họ hàng)   |
|  |                                   |

| Bucerotiformes (Hồng hoàng và họ hàng) |

|  | Coraciiformes (Bói cá và họ hàng) |
|  |                                   |
|  | Piciformes (Gõ kiến và họ hàng)   |
|  |                                   |

| Bucerotiformes (Hồng hoàng và họ hàng) |

|  | Coraciiformes (Bói cá và họ hàng) |
|  |                                   |
|  | Piciformes (Gõ kiến và họ hàng)   |
|  |                                   |

| Bucerotiformes (Hồng hoàng và họ hàng) |

|  | Coraciiformes (Bói cá và họ hàng) |
|  |                                   |
|  | Piciformes (Gõ kiến và họ hàng)   |
|  |                                   |

| Bucerotiformes (Hồng hoàng và họ hàng) |

|  | Coraciiformes (Bói cá và họ hàng) |
|  |                                   |
|  | Piciformes (Gõ kiến và họ hàng)   |
|  |                                   |

| Bucerotiformes (Hồng hoàng và họ hàng) |

|  | Coraciiformes (Bói cá và họ hàng) |
|  |                                   |
|  | Piciformes (Gõ kiến và họ hàng)   |
|  |                                   |

| Bucerotiformes (Hồng hoàng và họ hàng) |

|  | Coraciiformes (Bói cá và họ hàng) |
|  |                                   |
|  | Piciformes (Gõ kiến và họ hàng)   |
|  |                                   |

| Bucerotiformes (Hồng hoàng và họ hàng) |

|  | Coraciiformes (Bói cá và họ hàng) |
|  |                                   |
|  | Piciformes (Gõ kiến và họ hàng)   |
|  |                                   |

| Bucerotiformes (Hồng hoàng và họ hàng) |

|  | Coraciiformes (Bói cá và họ hàng) |
|  |                                   |
|  | Piciformes (Gõ kiến và họ hàng)   |
|  |                                   |

| Bucerotiformes (Hồng hoàng và họ hàng) |

|  | Coraciiformes (Bói cá và họ hàng) |
|  |                                   |
|  | Piciformes (Gõ kiến và họ hàng)   |
|  |                                   |

| Bucerotiformes (Hồng hoàng và họ hàng) |

|  | Coraciiformes (Bói cá và họ hàng) |
|  |                                   |
|  | Piciformes (Gõ kiến và họ hàng)   |
|  |                                   |

| Bucerotiformes (Hồng hoàng và họ hàng) |

|  | Coraciiformes (Bói cá và họ hàng) |
|  |                                   |
|  | Piciformes (Gõ kiến và họ hàng)   |
|  |                                   |

| Bucerotiformes (Hồng hoàng và họ hàng) |

|  | Coraciiformes (Bói cá và họ hàng) |
|  |                                   |
|  | Piciformes (Gõ kiến và họ hàng)   |
|  |                                   |

| Bucerotiformes (Hồng hoàng và họ hàng) |

|  | Coraciiformes (Bói cá và họ hàng) |
|  |                                   |
|  | Piciformes (Gõ kiến và họ hàng)   |
|  |                                   |

| Bucerotiformes (Hồng hoàng và họ hàng) |

|  | Coraciiformes (Bói cá và họ hàng) |
|  |                                   |
|  | Piciformes (Gõ kiến và họ hàng)   |
|  |                                   |

| Bucerotiformes (Hồng hoàng và họ hàng) |

|  | Coraciiformes (Bói cá và họ hàng) |
|  |                                   |
|  | Piciformes (Gõ kiến và họ hàng)   |
|  |                                   |

| Bucerotiformes (Hồng hoàng và họ hàng) |

|  | Coraciiformes (Bói cá và họ hàng) |
|  |                                   |
|  | Piciformes (Gõ kiến và họ hàng)   |
|  |                                   |

| Bucerotiformes (Hồng hoàng và họ hàng) |

|  | Coraciiformes (Bói cá và họ hàng) |
|  |                                   |
|  | Piciformes (Gõ kiến và họ hàng)   |
|  |                                   |

| Bucerotiformes (Hồng hoàng và họ hàng) |

|  | Coraciiformes (Bói cá và họ hàng) |
|  |                                   |
|  | Piciformes (Gõ kiến và họ hàng)   |
|  |                                   |

| Bucerotiformes (Hồng hoàng và họ hàng) |

|  | Coraciiformes (Bói cá và họ hàng) |
|  |                                   |
|  | Piciformes (Gõ kiến và họ hàng)   |
|  |                                   |

| Bucerotiformes (Hồng hoàng và họ hàng) |

|  | Coraciiformes (Bói cá và họ hàng) |
|  |                                   |
|  | Piciformes (Gõ kiến và họ hàng)   |
|  |                                   |

| Bucerotiformes (Hồng hoàng và họ hàng) |

|  | Coraciiformes (Bói cá và họ hàng) |
|  |                                   |
|  | Piciformes (Gõ kiến và họ hàng)   |
|  |                                   |

| Bucerotiformes (Hồng hoàng và họ hàng) |

|  | Coraciiformes (Bói cá và họ hàng) |
|  |                                   |
|  | Piciformes (Gõ kiến và họ hàng)   |
|  |                                   |